# Amma

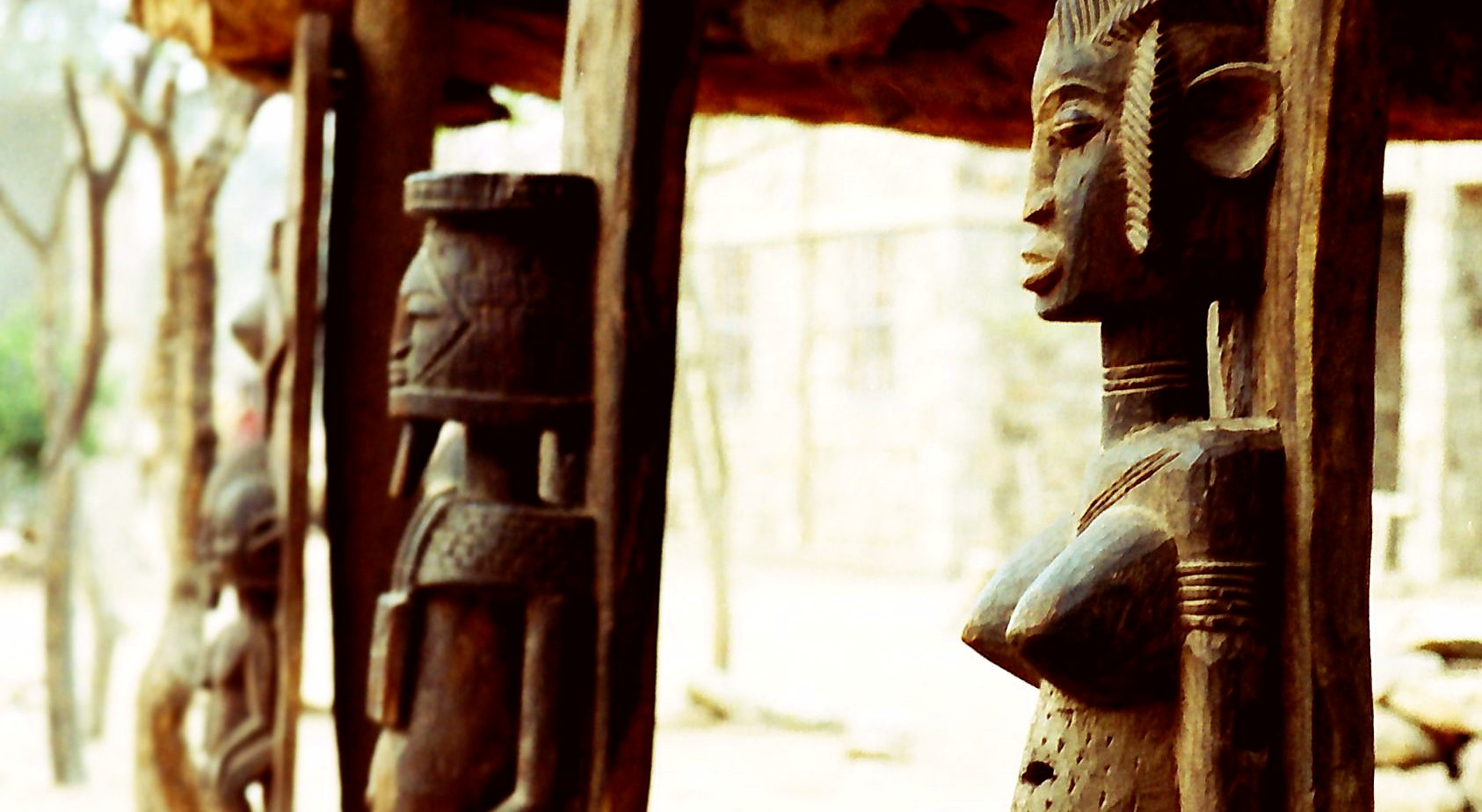
Dogonské sochy pod přístřeškem kněze – hogona

Amma je africké kmenové božstvo – nejvyšší bůh stvořitel v dogonském náboženství. Dogonský příběh o stvoření světa vypovídá, že se nebeský bůh Amma spojil s bohyní Země, a protože Ammovi překážel při spojení klitoris bohyně v podobě obřího termitiště, zplodil pouze nedokonalého potomka – pouštní lišku nebo šakala –, a proto posléze termitiště odstranil, čímž na zemi zavedl náboženský rituál ženské obřízky. Po odstranění termitiště pokračoval bůh Amma s bohyní Země v plození a zplodili lidi. Dualita má v dogonském náboženství centrální postavení, také nebeské síly mají duální charakter: nejvyšší bůh Amma má mužské i ženské charakteristiky. Narození dvojčat je mezi Dogony oslavováno zvláštním náboženským rituálem, neboť dvojčata odkazují k původní duální struktuře stvoření a k harmonii mezi pozemským a nebeským.

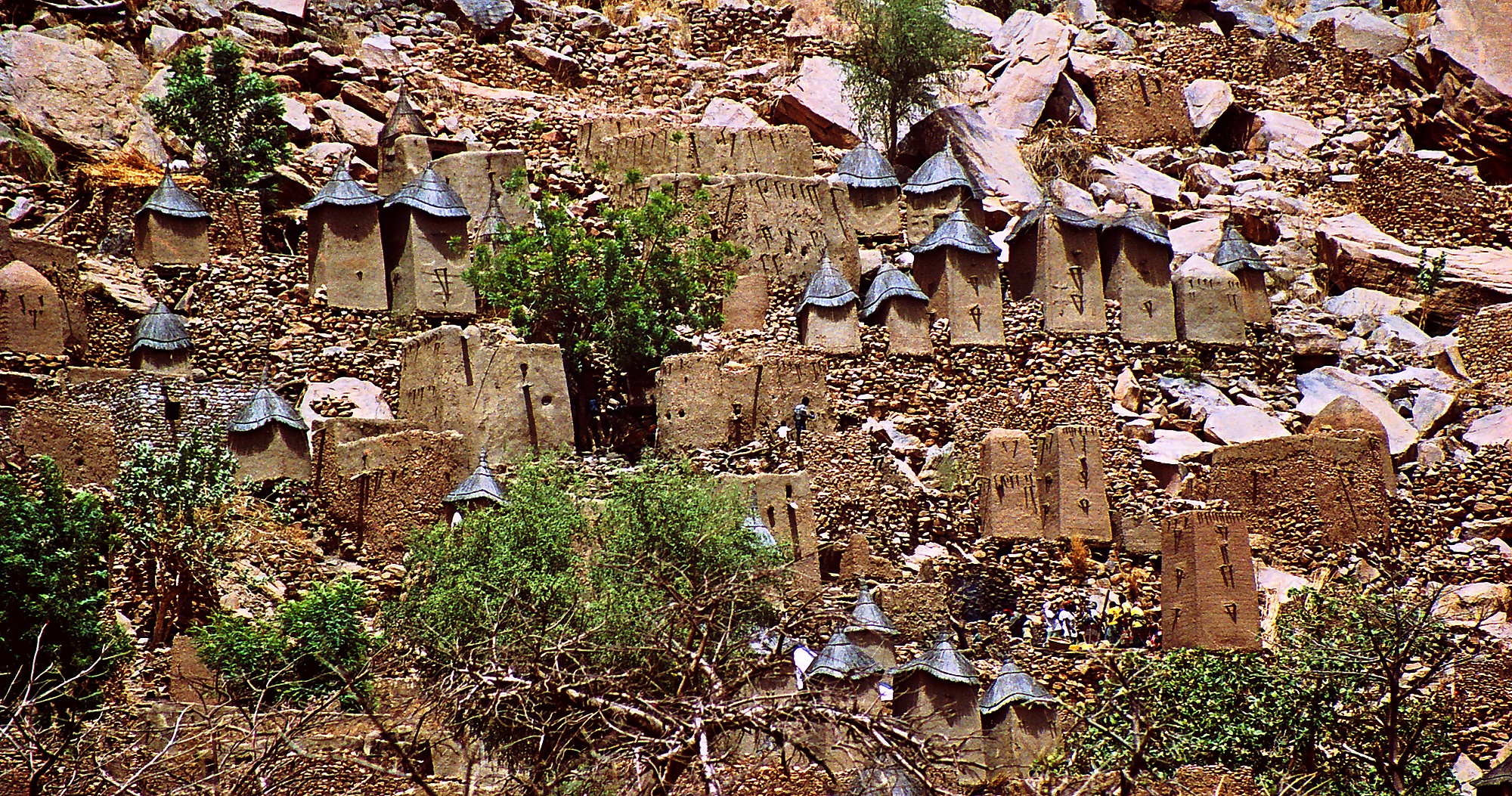
Dogonská vesnice při spodní hraně útesu Bandiagara

Klíčovými postavami v dogonském náboženství jsou dvojčata Nummo a Nommo, prapůvodní duchové dogonských předků, někdy chápaní jako božstva. Jde o hermafroditní vodní tvory, nazírané obdobně jako vodní božstva (to-vodun) v západoafrickém vodunu; mohou být znázorňováni s lidským tělem a rybím ocasem. Nommo má být první živý tvor stvořený nejvyšším bohem Ammou. Krátce po svém stvoření se Nommo rozmnožil do čtyř párů dvojčat, přičemž jeden pár se vzepřel řádu založenému stvořitelem Ammou. Pro obnovení řádu bůh Amma obětoval dalšího tvora, jehož tělo rozřezal a rozptýlil po celém stvoření. Na každém místě, kam dopadl fragment těla, měla být postavena svatyně pro boha Ammu.
Podle afrikanisty a religionisty Ondřeje Havelky je kult boha Ammy – stejně jako celé dogonské náboženství – úzce svázán s útesem Bandiagara, kde Dogoni žijí. Kult boha Ammy je tímto útesem geograficky vymezen, jinde vyznáván není. Útes Bandiagara je pískovcový terénní zlom dlouhý přibližně 150 km, dosahující výšky místy až 500 m. Dogoni obývají hliněné vesnice vystavěné na horní hraně útesu, vesnice přímo přistavěné k útesu v jeho spodní hraně, ale i různě vysoko ve stěně, rovněž vesnice rozeseté pod útesem a labyrint jeskyní přímo v útesu. Architektura vesnic a nábožensky motivované urbanistické uspořádání hliněných domků vycentrované kněžskou budovou hogona je v kontextu celé Afriky unikátní. Dogonský jazyk tvoří nezávislou větev nigersko-konžské jazykové rodiny a není úzce spjatý s žádným jiným jazykem.